# Lijst van nummer 1-hits in de Nederlandse Single Top 100 in 1984
Deze hits stonden in 1984 op nummer 1 in de Nationale Hitparade, de voorloper van de huidige Nederlandse Single Top 100.
| Nummer | Datum        | Artiest                       | Titel                           |
| ------ | ------------ | ----------------------------- | ------------------------------- |
| 248    | 7 januari    | Dolly Parton                  | You Are                         |
|        | 14 januari   | Dolly Parton                  | You Are                         |
|        | 21 januari   | Dolly Parton                  | You Are                         |
| 249    | 28 januari   | Paul Young                    | Love of the Common People       |
|        | 4 februari   | Paul Young                    | Love of the Common People       |
|        | 11 februari  | Paul Young                    | Love of the Common People       |
|        | 18 februari  | Paul Young                    | Love of the Common People       |
| 250    | 25 februari  | Golden Earring                | When the Lady Smiles            |
|        | 3 maart      | Golden Earring                | When the Lady Smiles            |
|        | 10 maart     | Golden Earring                | When the Lady Smiles            |
|        | 17 maart     | Golden Earring                | When the Lady Smiles            |
| 251    | 24 maart     | Pat Benatar                   | Love Is a Battlefield           |
|        | 31 maart     | Pat Benatar                   | Love Is a Battlefield           |
| 252    | 7 april      | Lionel Richie                 | Hello                           |
|        | 14 april     | Lionel Richie                 | Hello                           |
|        | 21 april     | Lionel Richie                 | Hello                           |
| 253    | 28 april     | Danny de Munk                 | Ik voel me zo verdomd alleen    |
|        | 5 mei        | Danny de Munk                 | Ik voel me zo verdomd alleen    |
|        | 12 mei       | Danny de Munk                 | Ik voel me zo verdomd alleen    |
|        | 19 mei       | Danny de Munk                 | Ik voel me zo verdomd alleen    |
| 254    | 26 mei       | Queen                         | I Want to Break Free            |
|        | 2 juni       | Queen                         | I Want to Break Free            |
| 255    | 9 juni       | Duran Duran                   | The Reflex                      |
|        | 16 juni      | Duran Duran                   | The Reflex                      |
|        | 23 juni      | Duran Duran                   | The Reflex                      |
|        | 30 juni      | Duran Duran                   | The Reflex                      |
|        | 7 juli       | Duran Duran                   | The Reflex                      |
| 256    | 14 juli      | Frankie Goes to Hollywood     | Two Tribes                      |
|        | 21 juli      | Frankie Goes to Hollywood     | Two Tribes                      |
|        | 28 juli      | Frankie Goes to Hollywood     | Two Tribes                      |
| 257    | 4 augustus   | Wham!                         | Wake Me Up Before You Go-Go     |
| 256    | 11 augustus  | Frankie Goes to Hollywood     | Two Tribes                      |
|        | 18 augustus  | Frankie Goes to Hollywood     | Two Tribes                      |
| 258    | 25 augustus  | Bronski Beat                  | Smalltown Boy                   |
| 259    | 1 september  | George Michael                | Careless Whisper                |
|        | 8 september  | George Michael                | Careless Whisper                |
|        | 15 september | George Michael                | Careless Whisper                |
|        | 22 september | George Michael                | Careless Whisper                |
|        | 29 september | George Michael                | Careless Whisper                |
|        | 6 oktober    | George Michael                | Careless Whisper                |
|        | 13 oktober   | George Michael                | Careless Whisper                |
| 260    | 20 oktober   | Stevie Wonder                 | I Just Called to Say I Love You |
| 261    | 27 oktober   | Prince & The Revolution       | Purple Rain                     |
|        | 3 november   | Prince & The Revolution       | Purple Rain                     |
|        | 10 november  | Prince & The Revolution       | Purple Rain                     |
|        | 17 november  | Prince & The Revolution       | Purple Rain                     |
| 262    | 24 november  | Jermaine Jackson & Pia Zadora | When the Rain Begins to Fall    |
|        | 1 december   | Jermaine Jackson & Pia Zadora | When the Rain Begins to Fall    |
|        | 8 december   | Jermaine Jackson & Pia Zadora | When the Rain Begins to Fall    |
|        | 15 december  | Jermaine Jackson & Pia Zadora | When the Rain Begins to Fall    |
| 263    | 22 december  | Band Aid                      | Do They Know It's Christmas?    |
|        | 29 december  | Band Aid                      | Do They Know It's Christmas?    |